# Monumento ai fratelli Pasini
El monumento a los hermanos Pasini es una escultura de bronce de Schio, obra de 1906 de Carlo Lorenzetti. 

## Historia
El ayuntamiento de Schio ya en 1866 estaba dispuesto a realizar un monumento en honor de Valentino Pasini, muerto en 1864. Tras la muerte del hermano Lodovico, sucedida en 1870, el consejo municipal identificò una zona donde construir un monumento dedicado a los dos ilustres hermanos; después se convocó un concurso nacional entre escultores. Entre los 32 bocetos en yeso presentados, el de Carlo Lorenzetti ganó la competición y el escultor se comprometió a entregar la obra antes del mes de agosto de 1906. El monumento dedicado a Valentino e Lodovico Pasini fue inaugurado el 23 de septiembre de 1906. La obra en el año  2018 fue renovada y limpiada.

## Descripción
Un zócalo octagonal de traquita sobre las cuales se apoyan tres peldaños (decorados con los escudos de armas de bronce de Schio, Vicenza, Venecia y de Saboya) y una columna clásica truncada de mármol rosa de Asiago, decorada con bucráneos y adornada por dos lápidas: la primera puesta anteriormente tiene la inscripción "PATRIA E SCIENZA / DD _ MCMVI", la segunda, posterior, "LODOVICO PASINI 1804 - 1870 / VALENTINO PASINI 1806 1864." Sobre la columna se eleva un trípode de bronce con la inscripción "RESISTENZA AD OGNI COSTO" (“Resistir a cualquier precio”) de la que se libra una llama. 
Acomodado sobre los peldaños de mármol un Genio de bronce sustenta un medallón que representa los perfiles de los hermanos Pasini en bajorrelieve. Completan la composición, a los pies del Genio, las cadenas rotas de la esclavitud, el haz de varas de los lictores y el libro del derecho y ciencia.